# Turistická značená trasa 8639
 Turistická značená trasa č. 8639 měří 3,6 km; spojuje rozcestí Ústie Juriášovej doliny a rozcestí Muráň (s krátkou odbočkou na vrchol Ostré) v západní části pohoří Velké Fatry na Slovensku.

## Průběh trasy
Z rozcestí Ústie Juriášovej doliny vytrvale stoupá zalesněným terénem na vrchol a rozcestí Zadná Ostrá, odkud krátce pokračuje po hřebeni do Sedla Ostrej (krátká odbočka na vrchol Ostré). Serpentinovitým traverzem následně sklesává k rozcestí Muráň.
| Km  | Místo                   | Navazující a křižující trasy | Souřadnice                       | Nadm. výška  |
| --- | ----------------------- | ---------------------------- | -------------------------------- | ------------ |
| 0,0 | Ústie Juriášovej doliny | 5634                         | 48°54′19″ s. š., 18°57′48″ v. d. | 657 m n. m.  |
| 1,9 | Zadná Ostrá             | 5641                         | 48°55′3″ s. š., 18°58′23″ v. d.  | 1254 m n. m. |
| 2,3 | sedlo Ostrej            | 8639V                        | 48°55′8″ s. š., 18°58′6″ v. d.   | 1200 m n. m. |
| 3,6 | Muráň                   | 2724                         | 48°55′21″ s. š., 18°58′33″ v. d. | 1050 m n. m. |

## Turistická značená trasa č. 8639V
| Km   | Místo        | Navazující a křižující trasy | Souřadnice                      | Nadm. výška  |
| ---- | ------------ | ---------------------------- | ------------------------------- | ------------ |
| 0,0  | sedlo Ostrej | 8639                         | 48°55′8″ s. š., 18°58′6″ v. d.  | 1200 m n. m. |
| 0,15 | Ostrá        |                              | 48°55′8″ s. š., 18°57′59″ v. d. | 1264 m n. m. |

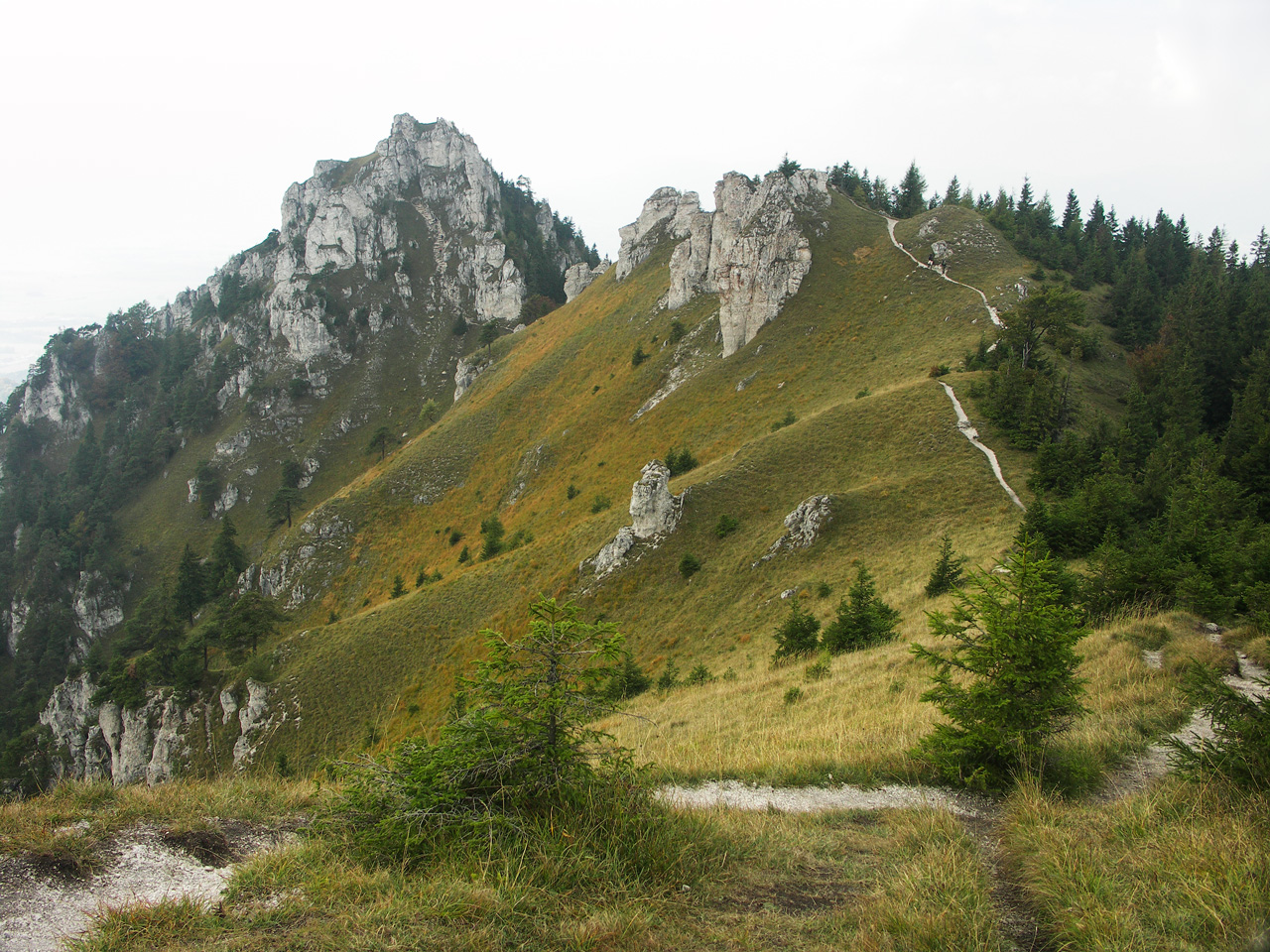
Ostrá